# Роялист (бриг)
Роялист — 23-метровая стальная яхта, стилизованная под старинный бриг «TS Royalist».
Бриг «TS Royalist» построен на английской верфи «Groves&Guttridge» острова Уайт 3 августа 1971 года. Парусное судно принадлежит Морскому кадетскому обществу «Sea Cadet Corps» Великобритании и используется в качестве учебного парусного корабля.
Корпус брига сделан из стали и имеет традиционное для этого типа судов прямое парусное вооружение. Разработчиком и главным конструктором небольшого парусника стал Колин Муди, бриг характеризуется прекрасной эргономикой внутреннего пространства.